# Misaki Amanoová
Misaki Amanoová (japonsky 天野 実咲, * 22. dubna 1985 Gifu) je bývalá japonská fotbalistka.

## Reprezentační kariéra
Byla členkou japonské reprezentace i na Mistrovství světa ve fotbale žen 2007.